# Diều cánh hung
Diều cánh hung (tên khoa học: Butastur liventer) là một loài chim trong họ Accipitridae.